# Oost-Vlieland
Oost-Vlieland est le seul village situé sur l'île néerlandaise de Vlieland, qui forme une commune de la province de la Frise. Le 1er janvier 2005, le village comptait 1 151 habitants.